# Grand Prix Formule 1 van België 1997
De Grand Prix Formule 1 van België 1997 werd gehouden op 24 augustus 1997 op Spa-Francorchamps.

## Verslag
Vlak voor de start viel er een stevige bui, gevolgd door felle zonneschijn.  De combinatie van plassen water en verblindend zonlicht was de reden om de race achter de safety-car te laten beginnen. 
Michael Schumacher reed op intermediates beduidend sneller dan de rest en nam toen de race werd vrijgegeven al gauw de leiding, om vervolgens een grote voorsprong op te bouwen.  
Titelconcurrent Jacques Villeneuve worstelde met zijn wagen in de opdrogende omstandigheden en kwam uiteindelijk als vijfde aan de finish, na de diskwalificatie van Mika Häkkinen.

## Uitslag
| Pos. | Nr. | Coureur               | Constructeur      | Rondes | Tijd / Oorzaak uitval | Grid | Punten |
| ---- | --- | --------------------- | ----------------- | ------ | --------------------- | ---- | ------ |
| 1    | 5   | Michael Schumacher    | Ferrari           | 44     | 1:33:46.717           | 3    | 10     |
| 2    | 12  | Giancarlo Fisichella  | Jordan-Peugeot    | 44     | +26.753               | 4    | 6      |
| 3    | 4   | Heinz-Harald Frentzen | Williams-Renault  | 44     | +32.147               | 7    | 4      |
| 4    | 16  | Johnny Herbert        | Sauber-Petronas   | 44     | +39.025               | 11   | 3      |
| 5    | 3   | Jacques Villeneuve    | Williams-Renault  | 44     | +42.103               | 1    | 2      |
| 6    | 8   | Gerhard Berger        | Benetton-Renault  | 44     | +1:03.741             | 15   | 1      |
| 7    | 2   | Pedro Diniz           | Arrows-Yamaha     | 44     | +1:25.931             | 8    |        |
| 8    | 7   | Jean Alesi            | Benetton-Renault  | 44     | +1:42.008             | 2    |        |
| 9    | 17  | Gianni Morbidelli     | Sauber-Petronas   | 44     | +1:42.582             | 13   |        |
| 10   | 6   | Eddie Irvine          | Ferrari           | 43     | +1 Ronde              | 17   |        |
| 11   | 19  | Mika Salo             | Tyrrell-Ford      | 43     | +1 Ronde              | 19   |        |
| 12   | 23  | Jan Magnussen         | Stewart-Ford      | 43     | +1 Ronde              | 18   |        |
| 13   | 1   | Damon Hill            | Arrows-Yamaha     | 42     | +2 Rondes             | 9    |        |
| 14   | 20  | Ukyo Katayama         | Minardi-Hart      | 42     | +2 Rondes             | 20   |        |
| 15   | 14  | Jarno Trulli          | Prost-Mugen-Honda | 42     | +2 Rondes             | 14   |        |
| DSQ  | 9   | Mika Häkkinen         | McLaren-Mercedes  | 44     | Gediskwalificeerd     | 5    |        |
| DNF  | 18  | Jos Verstappen        | Tyrrell-Ford      | 25     | Spin                  | 21   |        |
| DNF  | 11  | Ralf Schumacher       | Jordan-Peugeot    | 21     | Spin                  | 6    |        |
| DNF  | 10  | David Coulthard       | McLaren-Mercedes  | 19     | Spin                  | 10   |        |
| DNF  | 21  | Tarso Marques         | Minardi-Hart      | 18     | Spin                  | 22   |        |
| DNF  | 22  | Rubens Barrichello    | Stewart-Ford      | 8      | Stuurfout             | 12   |        |
| DNF  | 15  | Shinji Nakano         | Prost-Mugen-Honda | 5      | Elektrisch probleem   | 16   |        |

## Wetenswaardigheden
- Mika Häkkinen werd gediskwalificeerd door het gebruik van illegale brandstof.
- De race startte achter de safety car, de eerste keer dat zoiets in de Formule 1 gebeurde.
- Nadat hij gecrasht was toen hij richting grid reed, startte Ralf Schumacher vanuit de pitlaan.

## Statistieken
| Pole-position | Jacques Villeneuve | Williams-Renault | 1:49.450 |
| Snelste ronde | Jacques Villeneuve | Williams-Renault | 1:52.692 |

## Noot
- Dit was de tiende pole position voor Jacques Villeneuve.

1925 · 1930 · 1931 · 1933 · 1934 · 1935 · 1937 · 1939 · 1947 · 1949 · 1950 · 1951 · 1952 · 1953 · 1954 · 1955 · 1956 · 1958 · 1960 · 1961 · 1962 · 1963 · 1964 · 1965 · 1966 · 1967 · 1968 · 1970 · 1972 · 1973 · 1974 · 1975 · 1976 · 1977 · 1978 · 1979 · 1980 · 1981 · 1982 · 1983 · 1984 · 1985 · 1986 · 1987 · 1988 · 1989 · 1990 · 1991 · 1992 · 1993 · 1994 · 1995 · 1996 · 1997 · 1998 · 1999 · 2000 · 2001 · 2002 · 2004 · 2005 · 2007 · 2008 · 2009 · 2010 · 2011 · 2012 · 2013 · 2014 · 2015 · 2016 · 2017 · 2018 · 2019 · 2020 · 2021 · 2022 · 2023 · 2024 · 2025 · 2026 · 2027 · 2029 · 2031